# دقة ريم

تعديل مصدري - تعديل

دقة ريم هي إحدى قرى عزلة القارة بمديرية رصد التابعة لمحافظة أبين، بلغ تعداد سكانها 95 نسمة حسب تعداد اليمن لعام 2004.